# Chambre 1408
Pour plus de détails, voir Fiche technique et Distribution.
Chambre 1408, ou 1408 au Québec, également intitulé 1408: Teatteriversio, est un film d'horreur américain réalisé par Mikael Håfström, sorti en 2007, dont le scénario est inspiré de la nouvelle de Stephen King 1408 (parue dans le recueil Tout est fatal). Dans ce film, Mike Enslin (interprété par John Cusack) décide de passer une nuit dans une chambre d'hôtel qui a la réputation d'être hantée, dans le but d'écrire un livre sur le sujet. D'un naturel sceptique, il passe outre aux avertissements du directeur de l'hôtel (Samuel L. Jackson) et se trouve confronté à des évènements surnaturels.   

## Synopsis
Bien qu'il soit un auteur réputé de romans d'épouvante, Mike Enslin n'a jamais cru aux fantômes et aux esprits. Pour lui, la vie après la mort n'est que pure invention, et il a passé suffisamment de temps dans des maisons hantées et des cimetières pour le vérifier. En travaillant sur son dernier ouvrage, il découvre l'existence d'une chambre, la 1408 de l’hôtel Dolphin à New York, où se sont produites de nombreuses morts inexpliquées et souvent violentes. Malgré les mises en garde d'Olin, le directeur de l'hôtel, qui l'informe en détail sur les nombreuses morts étant survenues dans cette chambre, Enslin décide d'y passer une nuit. Olin lui offre alors une bouteille d'alcool.
Peu après son arrivée dans la chambre, des événements bizarres commencent à s'y produire et au lieu d'afficher l'heure, le radio-réveil commence un compte à rebours à partir de 60:00. Il croit au début qu'il s'agit d'un mauvais tour d'Olin mais, comme les phénomènes deviennent de plus en plus inquiétants, il cherche à quitter la chambre, pour se rendre compte que c'est devenu impossible. Les fantômes de personnes mortes dans la chambre viennent l'assaillir et il a également des visions de son père et de sa fille, morte très jeune. Enslin arrive à entrer brièvement en contact avec Lily, son ex-femme, avant que les forces surnaturelles de la chambre ne se déchaînent sur lui, épreuves entrecoupées de diverses visions, notamment de sa fille avec qui il converse. Lily est quant à elle attirée dans l'hôtel par un faux message de son ex-mari.
Quand le compte à rebours s'achève, tout revient brusquement à la normale et Enslin reçoit un appel téléphonique qui l'informe qu'il va revivre encore et encore une heure d'horreur, et que Lily est en route pour le rejoindre dans la chambre, à moins qu'il ne préfère se suicider. En désespoir de cause, Enslin met le feu à la chambre en faisant un cocktail Molotov avec la bouteille d'alcool. L'hôtel est évacué et Enslin est sauvé in extremis par l'arrivée des pompiers. À l'hôpital, il se réconcilie avec Lily mais ne peut se persuader totalement de la réalité de ce qu'il a vécu. Lily lui donne plus tard une boîte contenant les objets qui ont pu être sauvés de la chambre. Parmi eux, Enslin trouve son magnétophone, qui repasse la conversation qu'il a eue avec sa fille.

### Fin alternative (édition en disque Blu-ray et DVD collector)
Enslin meurt. Sa femme se rend aux funérailles durant lesquelles il est enterré aux côtés de sa fille. Une fois la cérémonie terminée, le directeur de l’hôtel vient à la rencontre de Lily pour lui donner une boîte contenant les objets qui ont pu être sauvés de la chambre, mais Lily les refuse et s'en va. Le directeur ouvre alors la boîte et trouve le magnétophone d'Enslin, qui repasse la conversation qu'il a eue avec sa fille. La dernière image montre Enslin dans la chambre 1408 parlant à sa fille, suggérant que même mort, il ne peut sortir de ce piège.

## Fiche technique
- Titre : Chambre 1408
- Titre original : 1408
- Titre alternatif : 1408: Teatteriversio[1]
- Réalisation : Mikael Håfström
- Scénario : Scott Alexander, Matt Greenberg et Larry Karaszewski, d'après la nouvelle 1408, de Stephen King, publiée dans le recueil de nouvelles Tout est fatal (Everything’s Eventual)
- Musique : Gabriel Yared
- Photographie : Benoît Delhomme
- Montage : Peter Boyle
- Décors : Andrew Laws
- Costumes : Natalie Ward
- Production : Lorenzo di Bonaventura, Jake Myers, Robert Weinstein et Harvey Weinstein
- Société de production : Dimension Films, The Weinstein Company
- Société de distribution :  Metro-Goldwyn-Mayer, Paramount Pictures
- Budget : 25 000 000 $[2]
- Pays de production :  États-Unis
- Langue originale : anglais
- Format : couleurs - 2,35:1 - DTS / Dolby Digital / SDDS - 35 mm
- Genre : Film d'horreur
- Durée : 104 minutes (director's cut de 112 minutes)
- Dates de sortie : 
  - États-Unis : 22 juin 2007
  - France : 16 janvier 2008
  - Belgique : 23 janvier 2008
- Classification : tout public avec avertissement en France

## Distribution
- John Cusack (VF : Bernard Gabay ; VQ : Pierre Auger)[3] : Mike Enslin
- Samuel L. Jackson (VF : Thierry Desroses ; VQ : Éric Gaudry)[3] : Gerald Olin
- Mary McCormack (VF : Lisa Martino, VQ : Anne Bédard)[3] : Lily Enslin
- Tony Shalhoub (VQ : Luis de Cespedes)[3] : Sam Farrell
- Jasmine Jessica Anthony (en) (VQ : Malou Labrecque)[3] : Katie Enslin
- Len Cariou (VQ : Yves Massicotte) : le père de Mike
- Margot Leicester (VF : Frédérique Cantrel) : Madame Innkeeper
- Isiah Whitlock Jr. (VQ : Guy Nadon) : l'ingénieur

Version française
- - Studio de doublage : Alter Ego
  - Direction artistique : Hervé Icovic
  - Adaptation : Dorine Hollier

## Production
Matt Greenberg écrit une première version du scénario, lequel est ensuite révisé par Scott Alexander et Larry Karaszewski. Mikael Håfström est engagé pour mettre en scène le film en octobre 2005. John Cusack signe pour tenir le rôle principal en mars 2006 et c'est sur la suggestion de Quentin Tarantino, qui a lu le scénario et l'a apprécié, que Samuel L. Jackson rejoint le projet. Kate Walsh doit à l'origine jouer le rôle de Lily Enslin mais elle en est empêchée par son emploi du temps surchargé et c'est donc Mary McCormack qui la remplace.
Le tournage se déroule principalement à Londres, dans les studios d'Elstree et de Pinewood, et quelques extérieurs sont filmés à New York et à Hermosa Beach. Le dénouement étant jugé trop pessimiste lors de projections tests, une nouvelle fin est tournée.

## Accueil

### Critiques
Il a obtenu de bonnes critiques, recueillant 78 % de critiques positives, avec une note moyenne de 6,7⁄10 et sur la base de 165 critiques collectées, sur le site internet Rotten Tomatoes. Il obtient un score de 64⁄100, sur la base de 27 critiques, sur Metacritic.
En France, les critiques ont été plus mitigées, le film obtenant une note moyenne de 2.64⁄5 sur la revue de presse d'AlloCiné. Télé 7 jours et Première délivrent des critiques très positives, le premier magazine évoquant une œuvre « dans la lignée des grands classiques des films de demeures maléfiques », et le second « un exercice de style souverain ». Pour L'Écran fantastique, le réalisateur « parvient à construire des moments de pure terreur avec une économie de moyens remarquable, aidé par le jeu habité d'un John Cusack en grande forme ». La plupart des autres critiques sont plus nuancées, L'Express parlant de film sans surprise mais divertissant, Mad Movies estimant le film « divertissant mais inoffensif », Ouest-France évoquant « un bon petit film d'horreur » efficace, et Studio Magazine un film angoissant mais au « goût d'inachevé ». Du côté des critiques négatives, Le Monde parle d'un film « que l'on suit avec indifférence » avec néanmoins quelques scènes réussies, Le Parisien d'une série B qui commence bien mais se gâte par la suite, et Télérama d'une « sarabande maléfique attendue et un poil paresseuse ».

### Box-office
Le film a connu un important succès commercial, rapportant 131 998 242 $ au box-office mondial (dont 71 985 628 $ aux États-Unis). Il a réalisé 348 853 entrées en France et 51 333 en Suisse.
| Pays ou région | Box-office      | Date d'arrêt du box-office | Nombre de semaines |
| -------------- | --------------- | -------------------------- | ------------------ |
| États-Unis     | 71 985 628 $    | 11 octobre 2007            | 16                 |
| France         | 348 853 entrées | -                          | -                  |
| Total mondial  | 132 963 417 $   | -                          | -                  |

## Distinctions
Sauf mention contraire, cette liste provient d'informations de l'Internet Movie Database.

### Récompenses
- Prix du public au Festival du film de Fajr 2008
- Young Artist Award 2008 du meilleur second rôle féminin pour Jasmine Jessica Anthony

### Nominations
- Saturn Awards 2008 du meilleur film d'horreur et du meilleur acteur (John Cusack)
- Empire Award du meilleur film d'horreur 2008
- Teen Choice Award du meilleur film d'horreur / thriller 2008

## Édition en vidéo
Une version director's cut est disponible dans le DVD collector du film aux États-Unis. Elle comporte une fin alternative ainsi que des scènes inédites.